# 제천의병도서관
제천의병도서관(堤川義兵圖書館)은 대한민국 충청북도 제천시에 있는 시립 도서관이다.

## 연혁
- 2005년 7월 4일 착공
- 2006년 6월 20일 준공
- 2006년 7월 28일 개관

## 이용 안내
- 이용 시간: 09:00 ~ 18:00
- 휴관일: 매주 토·일·월요일